# Frédéric Dumas
Pour les articles homonymes, voir Dumas.
Frédéric Dumas, né le 14 janvier 1913 à Albi et mort le 26 juillet 1991 à Toulon , est un pionnier de la plongée et de l'archéologie sous-marine. 
Il est avec Jacques-Yves Cousteau et Philippe Tailliez l'un des « Mousquemers », un nom donné par Philippe Tailliez à l'équipe qui a participé à la mise au point et aux essais du scaphandre autonome Cousteau-Gagnan.

## Biographie
À l'âge de six ans ses parents déménagent et s'installent en face de la plage de Portissol, dans la petite ville portuaire de Sanary-sur-Mer (Var).
En 1936, âgé de 23 ans, il rencontre un Canadien du nom de Lemoigne qui fréquente la plage de Portissol et qui s'adonne à la chasse sous-marine avec harpon, sport naissant à cette époque. Lemoigne lui fait découvrir des lunettes Fernez avec lesquelles il peut voir sous l'eau, mais Dumas abandonne vite son harpon et ses lunettes pour se bricoler son propre masque de plongée monoverre. Pour ce qui est de son armement de chasse, il utilise d'abord une sorte de lance-pierre qui lance des tringles à rideau à la place des pierres et ensuite une arbalète de bois, beaucoup plus efficace.
En 1937, au cours de l'une de ses chasses sous-marines, dans les Îles des Embiez, il observe un autre chasseur sous-marin avec étonnement, qui ne sort pas la tête de l'eau pour respirer lorsqu'il remonte en surface, car utilise un tuba : c'est l'enseigne de vaisseau Philippe Tailliez, qui -à la même époque- initiait le jeune lieutenant de vaisseau Jacques-Yves Cousteau à la plongée et à la chasse sous-marines. Tailliez décèle immédiatement les qualités de nageur et d'apnéiste de Dumas et le présente à Cousteau. La guerre, en 1939 et 1940, sépare les trois hommes, chacun d'eux mobilisé vers une destination différente, mais, placés en congé d'armistice, ils se retrouvent de nouveau en 1942 et le groupe (dans lequel il était surnommé « Didi ») désormais reconstitué pour plusieurs années, participera à de nombreuses  découvertes, inventions et autres progrès majeurs dans le domaine de la plongée. 
Avant de participer aux essais en mer du scaphandre autonome Cousteau-Gagnan (lors d'une plongée historique de Cousteau à la plage de Barry, à Bandol, en juin 1943) Dumas a mis au point des équipements de chasse sous-marine, notamment un masque de plongée et une arbalète de chasse encore conservés à Sanary-sur-Mer, dans le musée qui porte son nom. Mais après sa rencontre avec Tailliez et Cousteau il se consacre entièrement à la plongée sous-marine en scaphandre autonome. Cousteau s'intéresse surtout au tournage de films sous-marins et les exploits de Dumas serviront de sujet au premier film des « Mousquemers » : Par dix-huit mètres de fond (1942), écrit par Tailliez et réalisé par Cousteau. C'est lui également que Cousteau choisira une nouvelle fois comme acteur lorsqu'il tournera son deuxième film, Épaves (1943), le premier film montrant le tout nouveau scaphandre autonome Cousteau-Gagnan.
Les participations de Dumas aux progrès de la plongée s'enchaînent ensuite :
— Il est le premier homme à dépasser les 60 mètres de profondeur avec un détendeur Cousteau-Gagnan (62 mètres, le 17 octobre 1943 à 18h). Il fut aussi, et en cette même plongée à -62 mètres, le premier plongeur en scaphandre autonome à subir les effets d'une narcose à l'azote (connue aussi sous le nom d'« ivresse des grandes profondeurs »),.
De 1946 à 1965, il fut collaborateur civil du Groupement de Recherches Sous-marines (GRS) de la Marine nationale, commandé par le Capitaine de Corvette Philippe Tailliez (cet organisme, qui deviendra G.E.R.S (Groupe d'Études et de Recherches Sous-Marines) après la mort en immersion de Maurice Fargues, porte actuellement le nom de CEPHISMER).
Puis dans le cadre de sa mission de Conseiller Technique, au GRS  Groupe de Recherches Sous-marines (puis au GERS Groupe d'Études et de Recherches Sous-marines) dans la Marine Nationale à Toulon.
— Il fut, avec Philippe Tailliez, l'un des acteurs du périlleux sauvetage du bathyscaphe FNRS II du Professeur Auguste Piccard, lors de l'expédition de 1949 à Dakar, ce qui permit à la Marine nationale de réutiliser la sphère habitable et résistante à la pression pour construire le FNRS III, qui réalisera - le 15 février 1954 au large de Dakar- une plongée historique de 4 050 mètres de profondeur, record mondial de plongée océanique profonde jusqu’en 1960.
— Il inventa en 1950 ce qu'il appelle la « collerette de sécurité », la première stab (de « bouée stabilisatrice », autre nom pour un gilet stabilisateur), déjà muni d'un réserve d'air comprimé séparée de la réserve principale, comme le seront plus tard les bouées Aérazur de 1958 (PA59) et Fenzy de 1961 (PA61).
— Il inventa (vers 1950) la sangle « sous-cutale », système de portage des réserves d'air comprimé. Cette sangle fut utilisée jusqu'aux années 1970 et même les années 1980 et années 1990, avec l'avènement des gilets stabilisateurs à sangles incorporées.
Dumas quittera ensuite la Marine nationale à Toulon, pour devenir chef de plongée à bord de la Calypso, ainsi que coauteur ou acteur de nombreux films et reportages de l'équipe Cousteau. En 1955, il est l'un des principaux artisans du film Le Monde du silence (1955), dans lequel son « ballet » avec Jojo le mérou est resté célèbre.
Après sa retraite de cet organisme, il se consacra notamment à l'archéologie sous-marine et présidera la commission d'archéologie de la Confédération mondiale des activités subaquatiques (CMAS) et de la Fédération française d'études et de sports sous-marins (FFESSM).
Frédéric Dumas est mort le 26 juillet 1991 à Toulon à l'âge de 78 ans.
Sa biographie écrite par Franck Machu est parue sous le titre Frédéric Dumas fils de Poséidon en 2017.

## Ouvrages

### De l'auteur
- Le Monde du Silence, avec Jacques-Yves Cousteau, 1953
- Deep water archeology, 1962
- Épaves antiques, 1964
- 30 siècles sous la mer, 1972
- La mer sauvage, 1974 (réédition 1977)
- Chimères de la mer, 1976
- Angoisses dans la mer, 1978
- La mer antique, 1980
- Une enfance qui menaçait de durer, mémoires de jeunesse, 2013, Presses du Midi

### Sur l'auteur
- Franck Machu : Frédéric Dumas, fils de Poséidon, éditions de l'Homme sans Poids (Musée Frédéric-Dumas), 400 p., 2017
- Stéphane Gamelin : Le Premier Plongeur, édition little Dolphin, 170 p., 2024

## Citations sur Frédéric Dumas
- « Frédéric Dumas avait alors une réputation de grand chasseur à la lance. Il n'y avait pas de pollution le long des côtes et les chasseurs sous-marins n'étaient qu'une quinzaine entre Marseille et Menton : la faune était encore intacte, et Dumas étonnait les terriens lorsqu'il sortait de l'eau avec d'énormes poissons au bout de sa flèche. Les pêcheurs professionnels n'appréciaient pas toujours, leurs épouses les excitaient contre lui, et il faillit une fois, à Fabrégas, se faire embrocher à coup de foëne » (Philippe Tailliez: Plongées sans câble).
- « Pour nous, c'était la période de la Dolce Vita, avant 1936. Nous pouvions presque entendre la guerre approcher, mais notre passion commune n'en était que plus renforcée. Le climat de la Côte d'Azur, comme la Californie, permettait à Dumas de vivre de cette manière hors-norme ; une sorte de hippie avant l'heure. Même l'hiver, il était toujours en sandales. M'entendant bien avec Dumas, je propose un jour à Cousteau de le rencontrer. Voilà comment l'équipe s'est formée » (Philippe Tailliez: Plongées sans câble).
- « Dumas, c'était le dieu de l'eau, il y faisait ce qu'aucun d'entre nous n'était capable de faire, non par sensibilité, mais par nature, par philosophie. Il jouait avec elle. » (J.Y. Cousteau : Le Monde du silence).

## Musée
Fondé et ouvert en 1994 par Barthélemy Rotger (militaire des chantiers navals de la Seyne) et par Gérard Loridon (ancien plongeur du GERS), le musée Frédéric-Dumas d'abord implanté dans la tour romane du XIIIe siècle du port de Sanary-sur-Mer, est aujourd'hui installé rue Lauzet-Aîné, dans un local mis à sa disposition depuis 2006 par la municipalité.
Le 25 octobre 2006 se sont déroulées les inaugurations du musée de la plongée, du rond-point des « Mousquemers » et de l'esplanade Frédéric Dumas, en présence du maire de Sanary, des membres de la famille Tailliez (Félix Tailliez) ainsi que la famille Dumas.